# Kedjebo
Kedjebo är en by och ett hammarområde inom Gunnilbo by, Skinnskattebergs kommun, Västmanland.
Kedjebo hammare anlades omkring 1607. Redan då fanns hyttor och hamrar i området. Från 1710 hade Kedjebo samma ägare som Färna bruk, och kom senare att ingå i det fideikommiss som stiftades 1779 av Färna bruks ägare. År 1849 omtalas Kedjebo som järnbruk med två härdar, 781 13/20 skeppund stångjärnssmide, varav dock 40 skeppund tillhörde en bergsman. När Kedjebo hammare lades ned är inte känt, men det var troligen omkring 1880.